# Guillaume Bonnet (évêque)
Pour les articles homonymes, voir Bonnet et Guillaume Bonnet.
Guillaume Bonnet, natif de la Baroche-sous-Lucé et  mort  le 3 ou 12 avril 1312 à Angers, est un évêque français du XIVe siècle.

## Biographie
Fils de Bertrand Bonnet, seigneur de Beuville et de La Chapelle, Guillaume Bonnet est élevé dans le diocèse d'Angers et devient archidiacre de Passais.
Clément V qui, par une bulle de 1305, s'est réservé la faculté de pourvoir à l'église de Bayeux, en cas de vacance, nomme en 1306, pour la gouverner, Guillaume Bonnet, alors trésorier de l'église d'Angers. Philippe le Bel l'envoie dans le Hainaut avec Robert, comte de Boulogne, en 1307, afin d'obliger Guillaume, comte de Flandre, à lui rendre hommage pour son fief d'Ostrevant qui relève de la couronne de France. Clément V le nomme l'un des évêques chargé de l'examen de la cause des Templiers.
En 1308, il donne une maison qu'il possède rue de la Harpe à Paris, et quelques pièces de terre au village de Gentilly, pour la fondation d'un collège qui prit le nom de collège de Bayeux, destiné à des jeunes gens de son diocèse et des diocèses du Mans et d'Angers.